# أبناء ترومارون
أبناء ترومارون (بالفرنسية: Les enfants de Troumaron)‏ هو فيلم موريشيوسي بالألوان صدر سنة 2012 وأخرجه الثنائي شارفان أنيندين وهاريكريسنا، وهُو مبني على رواية تحمل اسم «حواء من أنقاضها» (بالفرنسية: Ève de ses décombres)‏ لمُؤلفتها أناندا ديفي وقد صدرت هاته الرواية في موريشيوس بتاريخ 6 سبتمبر 2012. الفيلم من بطولة كُل من روشان حسن وكريستيفن موتين ووكيتي فيليبس وفينايا سونغكور.

## طاقم التمثيل
شارك في الفيلم المُمثلون التالية أسماؤهم :
- بالميش كوتاري في دور أستاذ الأحياء.
- تييري فرانسواز في دور كيني.
- روشان حسن في دور صادق.
- كريستيفن موتيان في دور كليليو.
- كيتي فيليبس في دور حواء.
- فينايا سونغكور في دور سافيتا.
- جاستون فاليدن في دور والد حواء.

## المهرجانات
عُرض الفيلم في مهرجان هامبورغ السينمائي، وفي مهرجان الفيلم العالمي بمونتريال في قسم «نظرة معينة إلى العالم».

## الجوائز والترشيحات
المهرجان الأفريقي للسينما والتلفزيون في واغادوغو 2013
- فاز الفيلم بجائزة عمرو غاندا لأفضل فيلم.[10]

## روابط خارجية
أبناء ترومارون على موقع IMDb (الإنجليزية)
- أبناء ترومارون على موقع فيلمافينيتي (الإسبانية)
- أبناء ترومارون على موقع قاعدة بيانات الفيلم (الإنجليزية)
- أبناء ترومارون على موقع ليتربوكسد (الإنجليزية)